# Wim Zorn
Wim Zorn (Utrecht, 24 maart 1940) is Nederlandse kunstschilder.

## Leven en werk
De ontwikkeling van Zorn als autodidact verliep vanaf het midden van de jaren vijftig van  schilderijen vol dunne lijnen, naar uiterst kleurrijke schilderijen in de jaren zestig en zeventig. Aanvankelijk schilderde Zorn figuratief. Het was met name de voormalige directeur van het Stedelijk Museum Schiedam Hans Paalman, die hem circa 2002 aanzette de werkelijkheid los te laten, waarna Zorn zich ontwikkelde naar het abstracte schilderen. Hij werd toen meegenomen door de abstracte stijl die zich al eerder in de jaren vijftig en zestig in Nederland (en met name ook in Parijs) ontwikkelde, met bekende schilders als Piet Ouburg en Willy Boers.
In latere werken werd zijn passie voor schoonheid herkenbaar in grote geordende kleurvlakken in een ruimte van rust. Bewust of onbewust werd hij ook beïnvloed door het werk van Serge Poliakoff.
Zijn studies voor grafische technieken, marketing en communicatiewetenschappen leidden ertoe dat hij in de jaren zeventig koos voor een carrière in het reclamevak dat hem zekerheid van inkomen verschafte. Deze keuze werd door velen betreurd omdat het schilderen daarmee naar de achtergrond werd gedrukt. Zijn talent werd ook in het reclamevak herkend, getuige onderscheidingen voor driedimensionale ontwerpen voor presentaties in de RAI en de Jaarbeurs Utrecht, alsook bij het ontwerpen van vele huisstijlen.
Inmiddels is Zorn herboren als kunstschilder en realiseert hij zijn eigen interpretatie van schoonheid tussen figuratief en abstractie. Sommigen noemen zijn werk emotioneel.
Verrassend is de herkenning van onderwerpen en thema's van waaruit elk schilderij - in olieverf op linnen - naar een unieke creatie groeit.